# Pseudogelasimus loii
Pseudogelasimus loii is een krabbensoort uit de familie van de Dotillidae. De wetenschappelijke naam van de soort is voor het eerst geldig gepubliceerd in 1982 door Serène.